# MECE
MECE（ミーシー (Mee-cee); 英語: Mutually Exclusive, Collectively Exhaustive）とは、「相互に排他的な項目」による「完全な全体集合」を意味する頭字語である。要するに「漏れなく・ダブりなく」という意味で、経営学や経営コンサルティングなどの領域でよく使われる言葉である。アメリカ合衆国の戦略系コンサルティング会社マッキンゼー・アンド・カンパニーに所属していたバーバラ・ミントによって開発された概念であり、ロジカルシンキング (論理的思考) の一手法として用いられている。

## MECEとなる例、ならない例
人間という集合を例にとると、「年齢」による分類は、ある人が同時に20歳と21歳になることは不可能（重複なし）であり、全ての人がX歳という集団に属する（漏れなし）ため、MECEとなる。一方、「職業」による分類は、兼業を行う人間（重複）もいれば無職の人間（漏れ、ただし職業として「無職」という項目を設けるとすれば、漏れはなくなる）もいるためMECEとならない。「男性/女性」など一見MECEに見える分類も両性具有など例外があるためにMECEとならない場合があるので注意が必要である。

## MECEの用途
プロジェクトに関連する要素の抜き出しや、WBSの策定、商品の企画や、各種調査項目・対象の選定など、網羅性が求められる（要因・アイデアを漏れなく挙げつくしたい）場面でMECEの考え方が使用される。
例えば新商品を企画する場合、商品という全体集合を「機能」や「販売価格帯」などの切り口でMECEになるように細分化し、競合商品のない分野の商品開発を優先するといった使用方法がある。
MECEになっているかどうか確認しながら演繹的に分類を行っていくことで、勘やひらめきによる分類よりも網羅性が高まり、思わぬ新商品スポットが発見されることもある。
モノ作り企業では、高品質・低価格な商品を作るために 次の切り口でアイデアをMECEに（漏れなく）出すと良い。
- 商品に必要な「機能」 — 商品に必要な品質（有益機能） or あっては困る不都合な特性（有害機能）— を漏れなく挙げる。
- 工程を 原材料 - 製造 - 加工 - 輸送 - 販売 - 使用 - 廃棄 というように「時間」的に漏れなく挙げる。
- 製品故障をなくして生産性を上げるために、発生箇所・原因箇所を「空間」的に漏れなく挙げる。
- 故障を安く撲滅するために、対策案を「科学」的に（重力・電気力・磁気力、固体・液体・気体）漏れなく挙げる。

ビジネススクールでは、事業の位置付けや市場の広がりといった項目を考えるにあたって有用な、MECEとなる分析軸を紹介することがある。
分析軸の例として、マーケティングミックスの4P (Product・Price・Promotion・Place) がある。コンサルタント会社では、自社独自の分析軸を社有財産として扱い、競争力の源とみなすことがある。